# Rookie – Der Anfänger
Rookie – Der Anfänger (The Rookie) ist eine US-amerikanische Actionkomödie aus dem Jahr 1990. Die Hauptrollen spielen Clint Eastwood (zugleich Regie) und Charlie Sheen. Die Premiere in den Vereinigten Staaten und Kanada war am 7. Dezember 1990 und in Deutschland am 18. April 1991.

## Handlung
Der Polizist Nick Pulovski, der sich mit Autodiebstählen beschäftigt, gilt als nicht besonders erfolgreich. Er kommt jedoch dahinter, dass ein Deutscher namens Strom im großen Stil zahlreiche Autodiebstähle organisiert. Sein Vorgesetzter Lt. Raymond Garcia zieht Pulovski vom Fall ab. Nachdem Pulovskis Partner getötet wurde, wird ihm der Anfänger David Ackerman als neuer Partner zugewiesen. Ackerman wurde erst kürzlich zum Polizeidetektiv befördert. Er ist seit dem Tod seines Bruders in der Kindheit – wofür er sich verantwortlich fühlt – traumatisiert. Nun muss Ackerman lernen, ob er will oder nicht, wie man mit Killern fertig wird.
Obwohl der Mordfall dem Morddezernat übergeben wurde, ermittelt Pulovski in dieser Angelegenheit – entgegen der Meinung seines Partners – gegen Strom. Als die beiden Polizisten ihn bei einem versuchten Kasinoüberfall stellen wollen, wird Pulovski von den Verbrechern als Geisel genommen und Ackerman überlebt nur dank einer kugelsicheren Weste. Ackerman wird suspendiert, sucht jedoch im Alleingang nach seinem Partner und kann ihn retten.
Im Finale jagen Pulovski und Ackerman Strom und seine Geliebte auf einem Flughafen und durch das Abfertigungsgebäude. Sie trennen sich und verfolgen jeweils einen der Verbrecher. Ackerman tötet die „Gangsterbraut“ per Kopfschuss, obwohl er sie zuvor bereits kampfunfähig geschossen hatte. Anschließend rettet er Pulovski, der kurz davor steht, von Strom getötet zu werden. Daraufhin tötet Pulovski mit letzter Kraft Strom.
Am Filmende wird Pulovski befördert und ist der neue Leiter der Polizeiabteilung; Ackerman, jetzt kein Anfänger mehr, bekommt als neuen Partner eine junge Polizistin zugeteilt.

## Kritiken
Jack Sommersby schrieb auf efilmcritic.com, ein paar Momente seien „nett schrullig“, aber ansonsten sei der Film „nicht aufregend“, „langweilig“ und „formelhaft“. Das Lexikon des internationalen Films wertete, Rookie sei ein „aufwendiges, aber wenig originelles Action-Spektakel mit verbrauchtem Grundmuster, das keine Möglichkeit ausläßt, Gewalttätigkeiten zu demonstrieren.“
Cinema meinte: „Clint Eastwood spielte noch einmal voll Humor und Selbstironie mit seinem grimmigen ‚Dirty Harry‘-Image. Nicht immer erstklassig, dafür sehr explosiv.“

## Drehorte
Der Film wurde in Los Angeles, in San José und in Saratoga gedreht.

## Sonstiges
Der Film spielte in den Kinos der USA ca. 21,6 Millionen US-Dollar ein.
In der Szene (ca. 1h 23min 30sec), in der Ackermanns Freundin dem falschen Polizisten einen Kaffee kocht, sieht sie im Fernsehen ein Interview mit Polizeichef Garcia. Sie schaltet den Kanal um und für einen Augenblick ist eine Szene aus Tarantula aus dem Jahr 1955 zu sehen – dem Film in dem Clint Eastwood und ebenso Mara Corday – welche in Rookie eine Vernehmende spielt – schon damals mitgewirkt haben.
Die Indizierung des Films wurde im April 2017 aufgehoben. Eine Neuprüfung der ungekürzten Fassung durch die FSK ergab daraufhin eine Freigabe ab 16 Jahren.